# پتری، شهرستان هاریو
پتری (به لاتین: Peetri) یک منطقهٔ مسکونی در استونی است که در دهستان رائه واقع شده‌است. پتری ۴٫۶ کیلومتر مربع مساحت و ۵٬۸۵۹ نفر جمعیت دارد.